# Ремовка (Запорожская область)
Ремовка (укр. Ремівка) — село в Малиновской сельской общине Пологовского района Запорожской области Украины.

## Общие сведения
Население по переписи 2001 года составляло 101 человек. Почтовый индекс — 70241. Телефонный код — 06145.

## Географическое положение
Село Ремовка находится на левом берегу реки Солёной,
выше по течению на расстоянии в 3,5 км расположено село Володино Донецкой области.

## Достопримечательности
- Братская могила советских воинов.